# Milla Davenport
Milla Davenport (Zurigo, 4 febbraio 1871 – Los Angeles, 17 maggio 1936) è stata un'attrice statunitense svizzera di nascita. Proveniente dal vaudeville, svolse la sua carriera cinematografica quasi esclusivamente all'epoca del muto.
Era sposata con Harry J. Davenport (1858 - 1929) da non confondere con il noto attore omonimo (1866-1949).

## Filmografia
- Trapping the Bachelor, regia di William Beaudine - cortometraggio (1916)
- Her Finishing Touch, regia di John Francis Dillon - cortometraggio (1917)
- Social Briars, regia di Henry King (1918)
- Le vestali dell'amore (The Girl Who Stayed at Home), regia di D.W. Griffith (1919)
- Papà Gambalunga (Daddy-Long-Legs), regia di Marshall Neilan (1919)
- The Solitary Sin, regia di Frederick Sullivan (1919)
- The Brat, regia di Herbert Blaché (1919)
- In Mizzoura, regia di Hugh Ford (1919)
- Più forte della morte (Stronger Than Death), regia di Herbert Blaché, Charles Bryant, Robert Z. Leonard (1920)
- The Forbidden Woman, regia di Harry Garson (1920)
- Faith, regia di Howard M. Mitchell (1920)
- Leave It to Me, regia di Emmett J. Flynn (1920)
- Bicocca rossa (The Red Lane), regia di Lynn Reynolds (1920)
- You Never Can Tell, regia di Chester M. Franklin (1920)
- She Couldn't Help It, regia di Maurice Campbell (1920)
- Why Trust Your Husband, regia di George Marshall (1921)
- Patsy, regia di John McDermott (1921)
- The Girl from God's Country, regia di Nell Shipman, Bert Van Tuyle (1921)
- Rip Van Winkle, regia di Ward Lascelle (1921)
- What No Man Knows, regia di Harry Garson (1921)
- The Man from Lost River, regia di Frank Lloyd (1921)
- The Worldly Madonna, regia di Harry Garson (1922)
- The Man Who Waited
- The Christian, regia di Maurice Tourneur (1923)
- Dulcy, regia di Sidney Franklin (1923)
- Daddies, regia di William A. Seiter (1924)
- The Red Lily, regia di Fred Niblo (1924)
- Crossed Signals, regia di J.P. McGowan (1926)
- Notte di nozze (The Wedding Night), regia di King Vidor (1935)